# Евриал
Евриал е герой от Илиада, син на Мекистей, спътник на Язон и Диомед.
Участвал в:
- похода на аргонавтите,
- обсадата на Троя и
- похода на епигоните срещу Тива.